# Pernod Ricard
Pernod Ricard, «Перно́ Рика́р» — французская компания, производитель и дистрибьютор алкогольных напитков, в частности, водки Absolut, виски Ballantine's и Chivas Regal, ликёра Malibu, пастиса Ricard, рома Havana Club, джина Beefeater, коньяка Martell, шампанского Mumm. Штаб-квартира компании находится в Париже.

## История

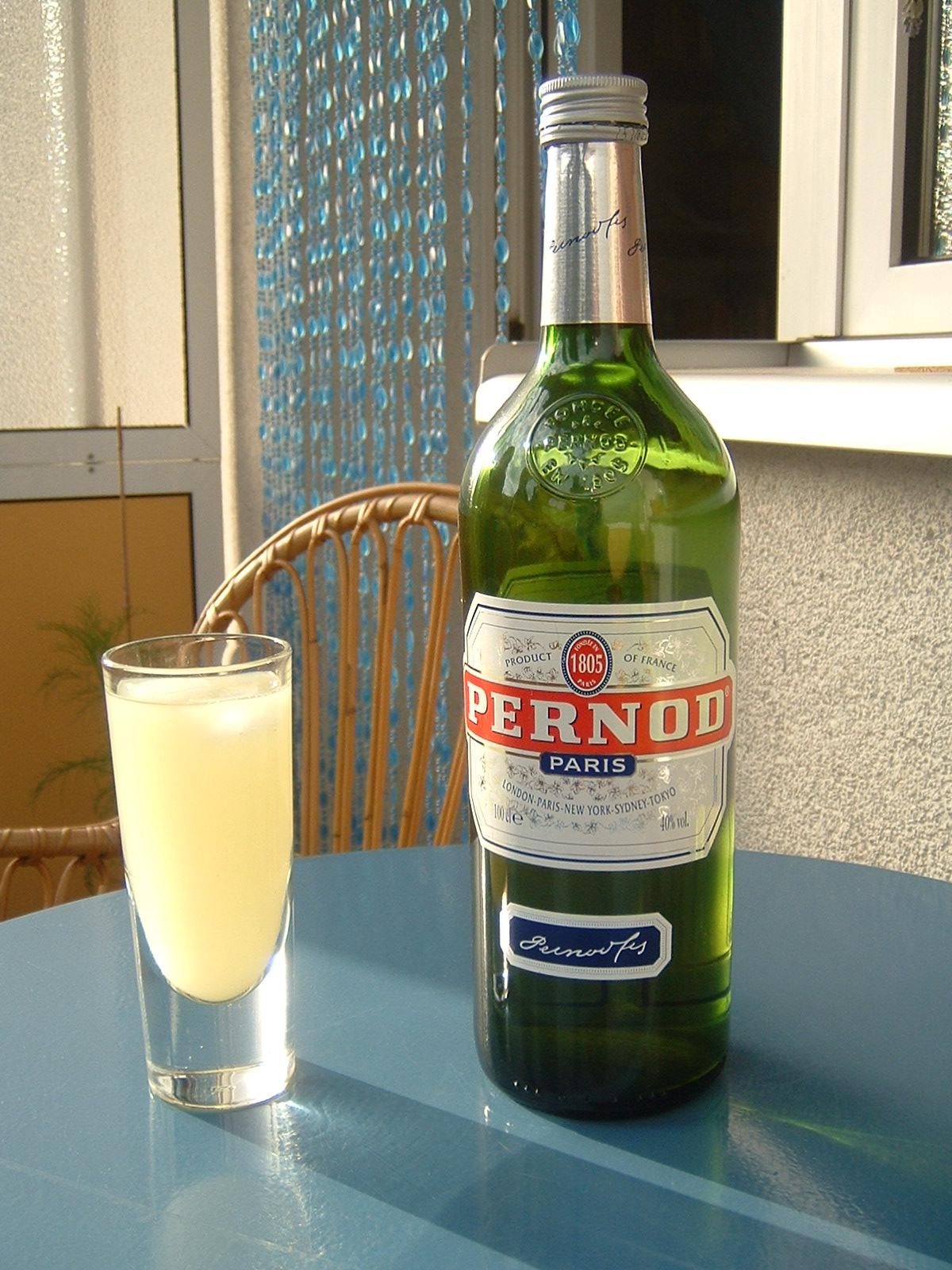
Анисовая настойка «Перно» — один из наиболее известных продуктов Pernod Ricard

Компания Pernod была основана в 1805 году, первой начала производство аперитивов на основе аниса (пастиса). Первые 100 лет своего существования оставалась небольшим семейных предприятием. В 1965 году была куплена компания Suze, производитель аперитивов на основе корней горечавки.
В 1932 году в Марселе Поль Рикар разработал свою версию пастиса и начал продавать его под брендом Ricard. Его компания вскоре превзошла по обороту Pernod благодаря изобретательной маркетинговой стратегии, особое внимание Рикар уделял спонсорству спортивных мероприятий. В 1970 году компания профинансировала строительство автодрома, названного «Поль Рикар» (к этому времени компанию уже возглавлял сын основателя Патрик Рикар).
В 1974 году произошло слияние Pernod и Ricard, на то время двух крупнейших производителей пастиса; основной целью слияния был выход на международный уровень. В том же году был куплен шотландский производитель виски Campbell Distillers. Следующим приобретением в 1976 году стала аргентинская компания Cusenier, производитель ликёров и дистрибьютор спиртных напитков. Для выхода на рынок США в 1980 году был куплен дистрибьютор Austin Nichols. В 1983 году компания поглотила производителя безалкогольных напитков Française des Produits d’Orangina, позже это направление было расширено соками, к 1995 году безалкогольные напитки приносили половину выручки. В 1987 году Pernod Ricard вышла на Парижскую биржу, проведя IPO. В 1988 году была куплена компания Irish Distillers, производитель виски Jameson.

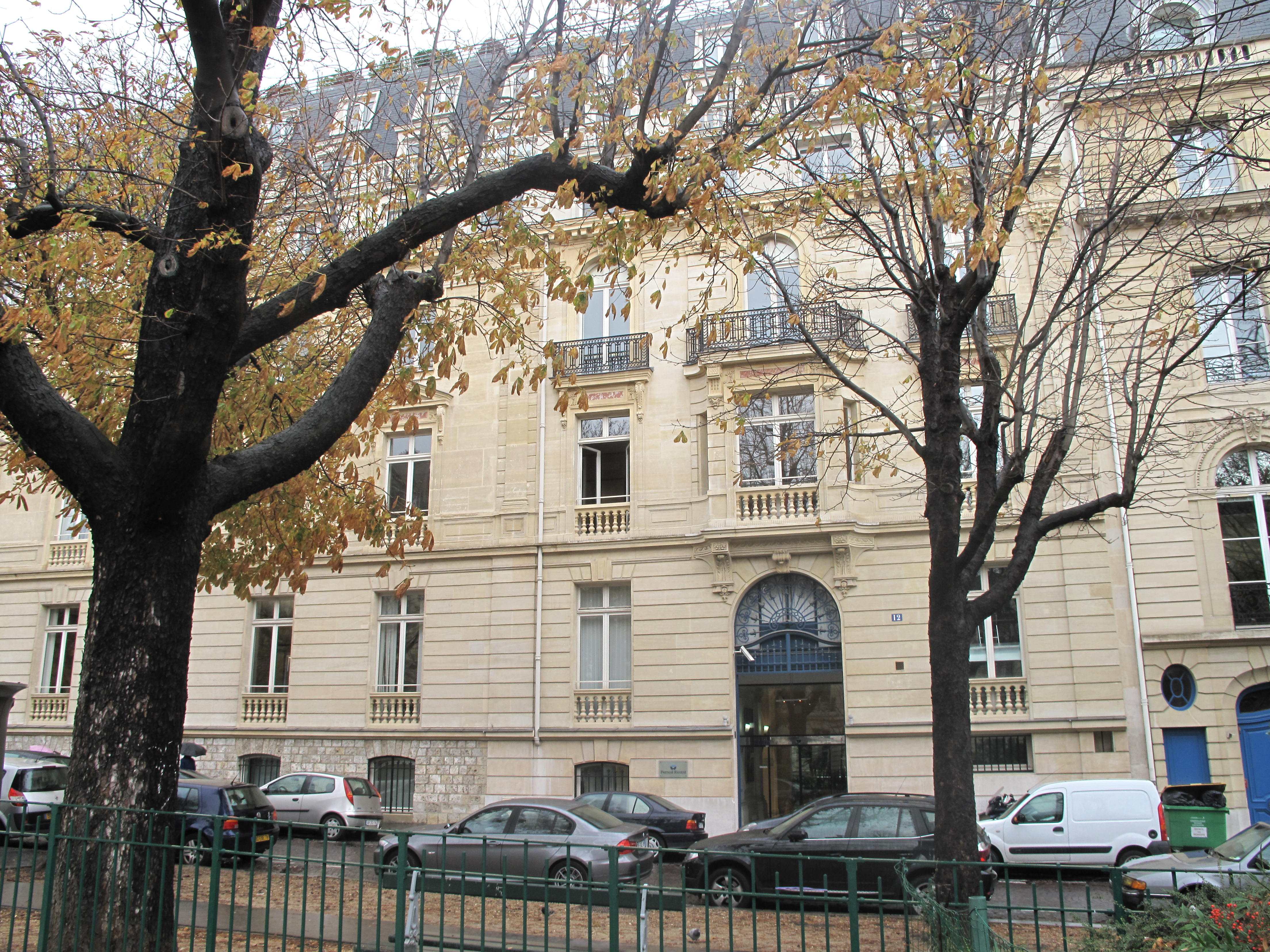
Бывшая парижская штаб-квартира компании

В 1990-х годах Pernod Ricard пополняла портфолио региональными брендами, такими как Ramazzotti (Италия), Orlando Wyndham (Австралия), Havana Club International (Куба), «Алтай» (Россия), Mini (Греция), «Бехеровка» (Чехия), Somagnum (Португалия), Larios (Испания), Wyborowa (Польша). В 1999 году был куплен Ереванский коньячный завод.
В 2001 году подразделение безалкогольных напитков было продано за 700 млн евро британской корпорации Cadbury Schweppes. В том же году за 3,2 млрд долларов была куплена доля в 39,1 % в канадской компании Seagram; это приобретение принесло 4 международных бренда: виски Chivas Regal и Glenlivet, коньяк Martell и джин Seagram’s. В 2004 году выручка компании составила 3,6 млрд евро.
В 2005 году Pernod Ricard приобрела британскую компанию Allied Domecq (в дальнейшем принадлежавшие последней сети кафе Dunkin’ Donuts и Baskin Robbins были перепроданы американским фондам прямых инвестиций за $2,43 млрд, а марки текилы Sauza, коньяка Courvoisier, виски Teacher’s Highland Cream и портвейна Cockburn’s — американской Fortune Brands); основным брендом, оставшимся от этой покупки, стал Ballantine's. Летом 2008 года французская компания совершила самое крупное в истории отрасли приобретение, поглотив за $9 млрд шведскую V&S Group (водка Absolut). В 2009 году южноафриканской компании Distell Group Limited за €31 млн был продан коньячный бренд Bisquit. В 2016 году был куплен бренд джина Monkey 47.
В 2020 году была открыта новая штаб-квартира компании, расположенная в VIII округе Парижа.

## Собственники и руководство
Председателем совета директоров и главным акционером до августа 2012 года был Патрик Рикар, скончавшийся 17 августа от сердечного приступа. Рикар унаследовал этот бизнес от своего отца, развив его в дальнейшем из семейного предприятия в крупную международную корпорацию. Пост генерального директора компании он занял сразу после объединения, а в 1978 году, после ухода Поля Рикара на пенсию, также стал и президентом корпорации. В конце 2008 года на пост управляющего директора (CEO) впервые был назначен не член семьи основателей компании — Пьер Пренге (Pierre Pringuet), близкий друг семьи.
Генеральный директор и председатель совета директоров — Александр Рикар (с 2015 года).

## Деятельность
По состоянию на 2024 год компании принадлежало 94 завода в 24 странах, в её портфолио было более 240 брендов спиртных напитков и вина. По собственным данным, Pernod Ricard занимает второе место в списке крупнейших алкогольных компаний мира. Основные марки — виски Chivas Regal, Jameson, Ballantine's, ром Havana Club, джин Beefeater, текила Olmeca, водка Absolut, коньяк Martell, ликёр Malibu, шампанские Mumm и Perrier Jouet, пачаран Зоко и другие. Помимо этого, компания известна как производитель пастиса.
Компании также принадлежат 12 винных брендов, 5 из которых считаются ключевыми: Jacob's Creek (Австралия), Brancott Estate и Stoneleigh (Новая Зеландия), Campo Viejo (Испания), Kenwood vineyards (США, Калифорния).
Выручка компании за 2023/24 финансовый год составила 11,6 млрд евро, из них 29 % пришлось на Америку, 28 % — на Европу, 43 % — на Азию и другие регионы. Важнейшими рынками были США (2,17 млрд евро), Индия (1,41 млрд евро), Китай (1,12 млрд евро) и Франция (0,56 млрд евро). Основными категориями продукции были шотландский виски (22 % выручки), ирландский виски (12 %), коньяк и бренди (14 %), водка (8 %), джин (4 %), индийский виски (10 %).
По объёму производства основными брендами в 2023/24 финансовом году были водка Absolut (12,0 млн условных 9-литровых ящиков), виски Jameson (10,7 млн), виски Ballantine’s (8,8 млн), виски Chivas Regal (4,7 млн), ликёр Malibu (4,4 млн), пастис Ricard (4,3 млн), ром Havana Club (3,5 млн), джин Beefeater (3,3 млн), коньяк Martell (2,2 млн), виски The Glenlivet (1,4 млн), шампанское Mumm (0,5 млн), шампанское Perrier-Jouët (0,3 млн), виски Royal Salute (0,2 млн).

### Pernod Ricard в России
История Pernod Ricard в России началась в 1993 году, когда в Томске было основано предприятие по производству водки «Алтай». Изначально водка производилась в Алтайском крае на Иткульском спиртзаводе и Змеиногорском спиртзаводе. Уже спустя два года компания оценила потенциал российского рынка, перенеся офис в Москву и дав филиалу имя «Перно Рикар Русь».
«Перно Рикар Русь» распространяет все бренды стратегического портфеля группы Pernod Ricard, а также развивает ряд локальных марок. Среди них — армянский бренди «Арарат» и премиальная водка «Алтай».
В 2005 году был создан кластер «Перно Рикар Восточная Европа», в который вошли рынки России, Украины, Белоруссии, Казахстана, Армении и Грузии. «Перно Рикар Русь» выполняет роль головного офиса для стран кластера.